# Moldaviens statliga jordbruksuniversitet
Moldaviens statliga jordbruksuniversitet (rumänska: Universitatea Agrară de Stat din Moldova, USAM) är ett statligt univeristet i Chişinău, Moldavien.
Universitetet grundades i april 1933 av den rumänske kungen Carol II och var ursprungligen en fakultet under Universitetet i Iași. USAM fick sitt nuvarande namn i november 1991 efter Moldaviens självständighet.

## Fakulteter[2]
- Agronomiska fakulteten
- Hortikulturella fakulteten
- Ekonomiska fakulteten
- Veterinärmedicinska fakulteten
- Fakulteten för jordbruksteknik och transport
- Juridiska fakulteten